# 甲佐町
甲佐町（こうさまち）は、熊本県のほぼ中心に位置している町。上益城郡に属する。

## 地理
熊本県の中央部内陸地域にあり、熊本市から南東へ約20kmの場所に位置している。北西部は熊本平野の南東端にあたるが、町域の多くは九州山地に含まれ、標高が高くなっている。
町の中央を一級河川である緑川が流れ、毎年6月～10月はアユの友釣りで賑わう。

### 気候
| 甲佐（1991年 - 2020年）の気候      | 甲佐（1991年 - 2020年）の気候 | 甲佐（1991年 - 2020年）の気候 | 甲佐（1991年 - 2020年）の気候 | 甲佐（1991年 - 2020年）の気候 | 甲佐（1991年 - 2020年）の気候 | 甲佐（1991年 - 2020年）の気候 | 甲佐（1991年 - 2020年）の気候 | 甲佐（1991年 - 2020年）の気候 | 甲佐（1991年 - 2020年）の気候 | 甲佐（1991年 - 2020年）の気候 | 甲佐（1991年 - 2020年）の気候 | 甲佐（1991年 - 2020年）の気候 | 甲佐（1991年 - 2020年）の気候 |
| 月                                 | 1月                           | 2月                           | 3月                           | 4月                           | 5月                           | 6月                           | 7月                           | 8月                           | 9月                           | 10月                          | 11月                          | 12月                          | 年                            |
| ---------------------------------- | ----------------------------- | ----------------------------- | ----------------------------- | ----------------------------- | ----------------------------- | ----------------------------- | ----------------------------- | ----------------------------- | ----------------------------- | ----------------------------- | ----------------------------- | ----------------------------- | ----------------------------- |
| 最高気温記録 °C （°F）             | 22.0 (71.6)                   | 25.1 (77.2)                   | 28.8 (83.8)                   | 30.0 (86)                     | 34.0 (93.2)                   | 35.7 (96.3)                   | 38.8 (101.8)                  | 38.9 (102)                    | 38.1 (100.6)                  | 32.9 (91.2)                   | 29.3 (84.7)                   | 24.6 (76.3)                   | 38.9 (102)                    |
| 平均最高気温 °C （°F）             | 10.6 (51.1)                   | 12.3 (54.1)                   | 15.9 (60.6)                   | 21.3 (70.3)                   | 26.0 (78.8)                   | 28.0 (82.4)                   | 31.6 (88.9)                   | 33.0 (91.4)                   | 29.7 (85.5)                   | 24.7 (76.5)                   | 18.6 (65.5)                   | 12.8 (55)                     | 22.1 (71.8)                   |
| 日平均気温 °C （°F）               | 5.4 (41.7)                    | 6.7 (44.1)                    | 10.1 (50.2)                   | 15.0 (59)                     | 19.5 (67.1)                   | 23.0 (73.4)                   | 26.5 (79.7)                   | 27.1 (80.8)                   | 23.8 (74.8)                   | 18.5 (65.3)                   | 12.8 (55)                     | 7.4 (45.3)                    | 16.3 (61.3)                   |
| 平均最低気温 °C （°F）             | 0.9 (33.6)                    | 1.7 (35.1)                    | 4.7 (40.5)                    | 9.2 (48.6)                    | 14.1 (57.4)                   | 18.9 (66)                     | 22.6 (72.7)                   | 22.9 (73.2)                   | 19.5 (67.1)                   | 13.5 (56.3)                   | 8.0 (46.4)                    | 2.8 (37)                      | 11.6 (52.9)                   |
| 最低気温記録 °C （°F）             | −9.0 (15.8)                   | −7.2 (19)                     | −4.3 (24.3)                   | −0.8 (30.6)                   | 5.7 (42.3)                    | 9.6 (49.3)                    | 16.5 (61.7)                   | 15.1 (59.2)                   | 8.0 (46.4)                    | 2.4 (36.3)                    | −2.7 (27.1)                   | −4.8 (23.4)                   | −9.0 (15.8)                   |
| 降水量 mm （inch）                 | 71.5 (2.815)                  | 97.3 (3.831)                  | 133.9 (5.272)                 | 141.1 (5.555)                 | 169.1 (6.657)                 | 473.7 (18.65)                 | 395.2 (15.559)                | 190.0 (7.48)                  | 201.7 (7.941)                 | 103.0 (4.055)                 | 94.7 (3.728)                  | 74.6 (2.937)                  | 2,145.6 (84.472)              |
| 平均降水日数 （≥1.0 mm）           | 8.2                           | 9.2                           | 11.6                          | 10.5                          | 10.1                          | 15.5                          | 13.5                          | 11.4                          | 10.3                          | 7.7                           | 8.3                           | 8.6                           | 124.9                         |
| 平均月間日照時間                   | 118.5                         | 130.5                         | 155.8                         | 174.6                         | 182.4                         | 119.9                         | 169.3                         | 195.8                         | 161.5                         | 167.4                         | 138.4                         | 124.4                         | 1,844.7                       |
| 出典1：Japan Meteorological Agency |                               |                               |                               |                               |                               |                               |                               |                               |                               |                               |                               |                               |                               |
| 出典2：気象庁                      |                               |                               |                               |                               |                               |                               |                               |                               |                               |                               |                               |                               |                               |

### 隣接している自治体・行政区
- 熊本市（南区）
- 御船町
- 宇城市
- 下益城郡美里町

### 地名
- 有安
- 岩下
- 大町
- 豊内
- 西寒野
- 仁田子
- 東寒野
- 横田
- 上早川(旧竜野村)
- 下横田(旧竜野村)
- 中横田(旧竜野村)
- 麻生原(旧乙女村)
- 田口(旧乙女村)
- 津志田(旧乙女村)
- 中山(旧乙女村)
- 船津(旧乙女村)
- 府領(旧乙女村)
- 南三箇(旧乙女村)
- 世持(旧乙女村)
- 小鹿(旧宮内村)
- 上揚(旧宮内村)
- 坂谷(旧宮内村)
- 西原(旧宮内村)
- 安平(旧宮内村)
- 糸田(旧白旗村)
- 芝原(旧白旗村)
- 白旗(旧白旗村)
- 早川(旧白旗村)
- 吉田(旧白旗村)
- 緑町(1974年、仁田子より分立。)

## 歴史

### 沿革
- 1889年（明治22年）- 4月1日、町村制施行に伴い、上益城郡甲佐町、宮内村、竜野村、白旗村、乙女村が発足する。
- 1893年（明治26年）- 6月13日、司法省令により熊本地方裁判所 御船区裁判所（堅志田登記所等）の管轄となる[2]。
- 1955年（昭和30年）- 1月1日、甲佐町、宮内村、竜野村、白旗村、乙女村が対等合併し、新町制による甲佐町が発足する。
- 1994年（平成6年）- 4月1日、下益城郡城南町と境界変更。

### 主な出来事
- 2025年（令和7年）8月11日 - 集中豪雨により町内の道路が寸断。宮内、竜野地区の一部が一時孤立状態となった[3]。

## 行政

### 町長
- 奥名克美（おくな かつみ）2007年9月1日～2023年8月31日
- 甲斐高士（かい こおし）2023年9月1日～

## 経済

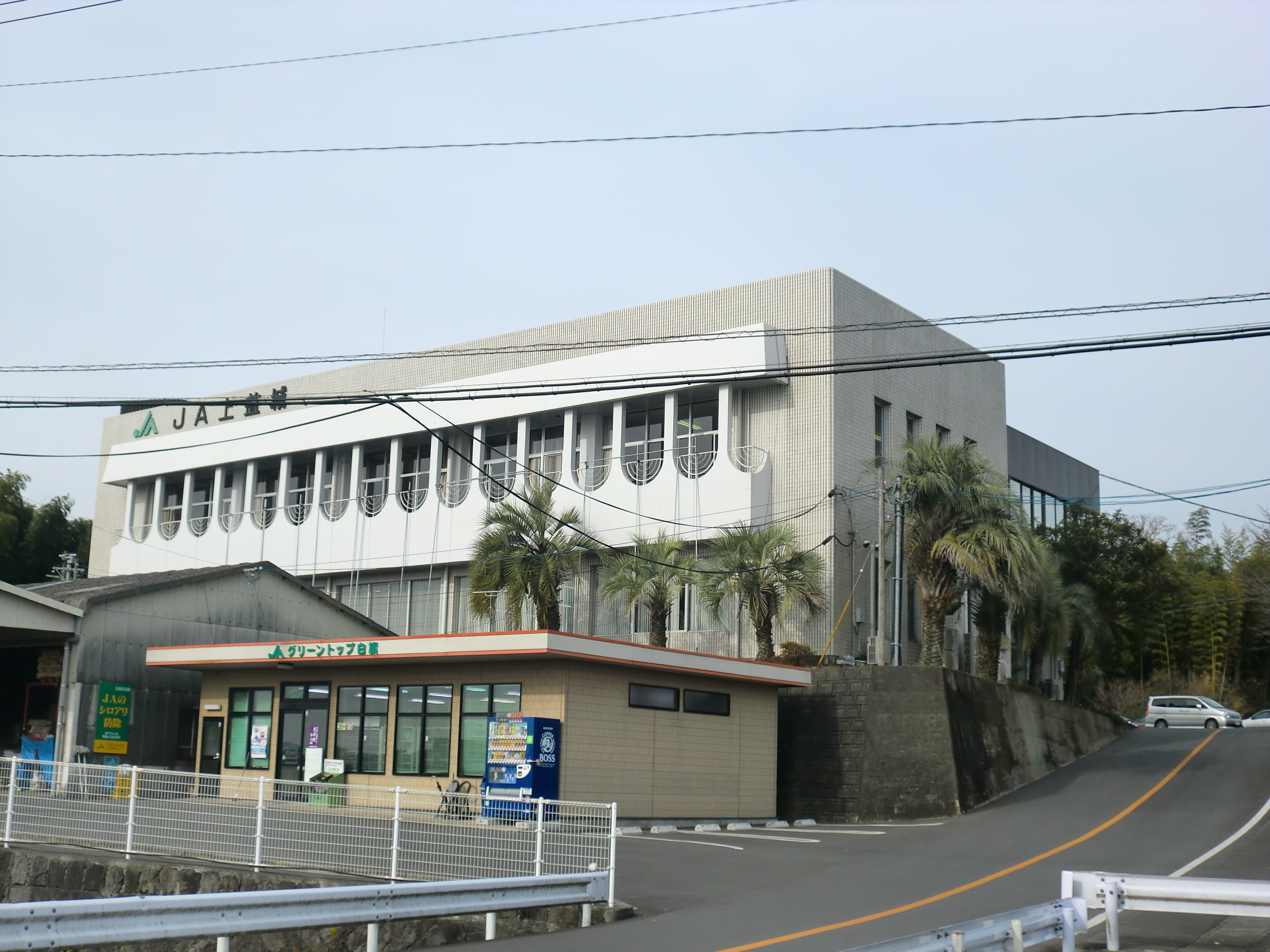
JA上益城・本所

2004年度町内総生産 303億円

### 甲佐町に本社・事業所を置く主要企業
- 大福物流：本社
- 木村：甲佐工場
- 日立物流九州：機工営業部熊本事業所
- ネッツトヨタ熊本：ボディーショップ甲佐センター
- 上益城農業協同組合：本店（本所）

## 地域

### 人口
| |                                        |  |
| 甲佐町と全国の年齢別人口分布（2005年） | 甲佐町の年齢・男女別人口分布（2005年） |  |
| ■紫色 ― 甲佐町 ■緑色 ― 日本全国 | ■青色 ― 男性 ■赤色 ― 女性              |  |
| 甲佐町（に相当する地域）の人口の推移 \| 1970年（昭和45年） \| 13,620人 \| \| \| 1975年（昭和50年） \| 13,160人 \| \| \| 1980年（昭和55年） \| 12,989人 \| \| \| 1985年（昭和60年） \| 12,864人 \| \| \| 1990年（平成2年） \| 12,459人 \| \| \| 1995年（平成7年） \| 12,372人 \| \| \| 2000年（平成12年） \| 12,012人 \| \| \| 2005年（平成17年） \| 11,604人 \| \| \| 2010年（平成22年） \| 11,181人 \| \| \| 2015年（平成27年） \| 10,717人 \| \| \| 2020年（令和2年） \| 10,132人 \| \| |                                        |  |
| 総務省統計局 国勢調査より |                                        |  |
| 1970年（昭和45年） | 13,620人                               |  |
| 1975年（昭和50年） | 13,160人                               |  |
| 1980年（昭和55年） | 12,989人                               |  |
| 1985年（昭和60年） | 12,864人                               |  |
| 1990年（平成2年） | 12,459人                               |  |
| 1995年（平成7年） | 12,372人                               |  |
| 2000年（平成12年） | 12,012人                               |  |
| 2005年（平成17年） | 11,604人                               |  |
| 2010年（平成22年） | 11,181人                               |  |
| 2015年（平成27年） | 10,717人                               |  |
| 2020年（令和2年） | 10,132人                               |  |

### 教育

#### 高等学校
- 熊本県立甲佐高等学校

#### 中学校
甲佐町立
- 甲佐中学校

#### 小学校
甲佐町立
- 甲佐小学校
- 龍野小学校
- 白旗小学校
- 乙女小学校

## 交通

### 空港
- 最寄り空港は熊本空港（阿蘇くまもと空港）。

### 鉄道
現在、町内に鉄道路線はない。過去に熊本市内の南熊本駅と現在の美里町内の砥用駅を結ぶ熊延鉄道が通っていた（1964年廃止）。
- 最寄り鉄道駅はJR九州鹿児島本線松橋駅。

### バス

#### 熊本バス
熊本市中央区の熊本桜町バスターミナルから上益城郡嘉島町、同郡御船町を経由して当町に至る路線が運行される。運行頻度は1時間に片道2本以上。大別してイオンモール熊本経由と健軍経由がある。郡部へは、乙女経由便や砥用方面行きがあり、ほぼ全て熊本市内直通である。
田迎、イオンモール熊本系統
- 御船経由 M3-1
  - 桜町BT - 田迎 - イオンモール熊本 - 御船恐竜博物館前 - 塔の木 - 甲佐
- 辺場経由 M4-1・M4-2・M4-3
  - 桜町BT - 田迎 - イオンモール熊本 - 辺場 - 塔の木 - 甲佐 - 砥用･学校前 - 浜町

M4-1･･･甲佐発着、M4-2･･･砥用･学校前発着、M4-3･･･浜町（矢部）発着
- 乙女経由 M5-1
  - 桜町BT - 田迎 - イオンモール熊本 - 杉木今･バイパス - 乙女小学校前 - 甲佐

通町筋、熊本県庁前系統
- 健軍、御船経由 K2-4・K2-5
  - 桜町BT - 通町筋 - 熊本県庁前 - 健軍電停前 - 秋津団地 - 上六嘉 - 御船恐竜博物館前 - 塔の木 - 甲佐 - 砥用･学校前

K2-4･･･甲佐発着、K2-5･･･砥用･学校前発着
- 画図橋、イオンモール熊本、辺場経由 K1-4
  - 桜町BT - 通町筋 - 熊本県庁前 - 画図橋 - 烏ヶ江 - イオンモール熊本 - 辺場 - 塔の木 - 甲佐

- 甲佐町営バス
- 麻生交通

　　※2009年4月に熊本バスから「氷川ダム線」「小市野線」を譲渡

### 道路

#### 高速道路
- 九州自動車道
  - 緑川パーキングエリア

※町内にインターチェンジはない。最寄りインターチェンジは御船インターチェンジ。

#### 一般国道
- 国道443号

#### 県道
主要地方道
- 熊本県道32号小川嘉島線
- 熊本県道38号宇土甲佐線

一般県道
- 熊本県道105号甲佐小川線
- 熊本県道152号稲生野甲佐線
- 熊本県道220号三本松甲佐線
- 熊本県道239号御船甲佐線
- 熊本県道240号今吉野甲佐線

## 名所・旧跡・観光スポット・祭事・催事
- 甲佐神社 - 上益城郡甲佐町上揚876
- 早川厳島神社 - 上益城郡甲佐町早川762
- やな場
- 井戸江峡
- 清正公山
- 中甲橋グリーンパーク
- 津志田河川自然公園（乙女河原）
- 麻生原のキンモクセイ
- 初市（3月上旬）
- スポーツフェスタ（３月下旬）
- あゆまつり（7月下旬）
- 甲佐蚤の市（10月第1日曜日[4]）
- 熊本甲佐10マイル公認ロードレース大会（12月第2日曜日）

## 出身著名人
- 松野信夫（参議院議員、出生地は東京都）
- 西住小次郎（軍人、軍が公式に指定した最初の軍神）
- 井芹経平（教育者、済々黌校長）
- レイザーラモンRG（お笑いタレント - レイザーラモン）
- ミートボール岡部（お笑いタレント - 肥後ドッコイ）
- 寺本比呂文（元プロ野球選手）
- 藤本康太（プロサッカー選手）
- 高崎健太郎（プロ野球選手）
- 藤本大（プロサッカー選手）
- 飯田怜（陸上競技選手）
- 内村健一（天下一家の会事件の第一相互経済研究所の主宰者）